# Podróż na południe (album)
Podróż na Południe (Moving South) – album nagrany przez trio polskich muzyków jazzowych: Wojciecha Karolaka, Michała Urbaniaka i Czesława Bartkowskiego.
Nagrania zrealizowano 29 maja 1973. Płyta ukazała się jako wydawnictwo klubowe Polskiego Stowarzyszenia Jazzowego, na naklejkach jako wydawca figurowały jednak Polskie Nagrania; producentem-wytwórcą były zakłady Pronit w Pionkach, które wytłoczyły płytę w 1973.
Winylowy LP otrzymał numer katalogowy Polskich Nagrań Z-SXL 0551.

## Muzycy
- Wojciech Karolak – organy Hammonda, organy Farfisa
- Michał Urbaniak – saksofon sopranowy, skrzypce, Barcus-Berry Violectra
- Czesław Bartkowski – perkusja

## Lista utworów
Strona A
| 1. | "Suita o siedmiu zbójach" (W. Karolak):                     |  |
|    | - a.) Część pierwsza - b.) Mollowe koty - c.) Część trzecia |  |
Strona B
| 1. | "Bożena" (W. Karolak)                            |  |
|    |                                                  |  |
| 2. | "Drottninggatan 49" (W. Karolak)                 |  |
|    |                                                  |  |
| 3. | "Piasek" (M. Urbaniak)                           |  |
|    |                                                  |  |
| 4. | "O siedmiu zbójach – Post Scriptum" (W. Karolak) |  |
|    |                                                  |  |

## Informacje uzupełniające
- Inżynier dźwięku – Janusz Sidorenko
- M. Taylor – ring modulator, phasing (modulacja pierścieniowa, efekt przejścia)